# The Tragical History of Romeus and Juliet
The Tragical History of Romeus and Juliet (La tràgica història de Romeu i Julieta) és un poema narratiu publicat originalment per Arthur Brooke, qui es creu que el va poder haver traduït directament d'un poema italià escrit per Mateo Bandello. És, a més, la font principal de l'obra de William Shakespeare, Romeu i Julieta.
Alguns investigadors mantenen la teoria que els guions de Shakespeare van ser redactats en realitat per Edward de Vere, considerant al poema de Brooke com una composició original de l'autor de Vere, que fou expandit únicament per poder ser escenificat com a tal.